# Montsevelier
Montsevelier är en ort i kommunen Val Terbi i kantonen Jura i Schweiz. Den ligger cirka 12 kilometer öster om Delémont. Orten har 474 invånare (2021).
Orten var före den 1 januari 2013 en egen kommun, men slogs då samman med kommunerna Vermes och Vicques till den nya kommunen Val Terbi.